# Szafirek

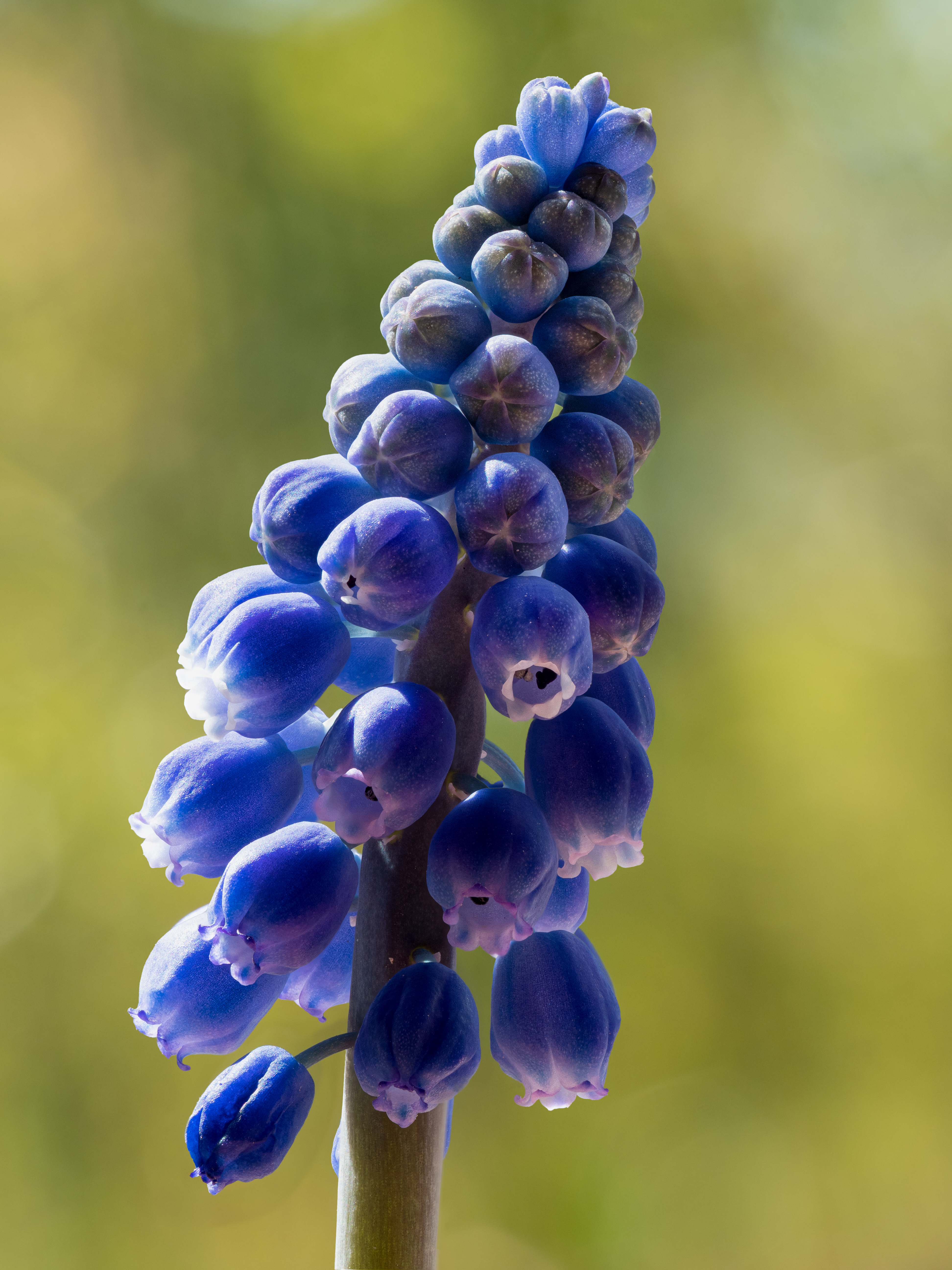
Kwiatostan szafirka drobnokwiatowego

Szafirek (Muscari Mill.) – rodzaj roślin z rodziny szparagowatych. Obejmuje 54 gatunki. Występują one w północnej Afryce, Europie (z wyjątkiem północnej części kontynentu) i południowo-zachodniej Azji. Rodzaj we florze Polski nie ma dziko występujących przedstawicieli. Tradycyjnie zaliczany do tego rodzaju szafirek miękkolistny klasyfikowany jest współcześnie do rodzaju Leopoldia jako L. comosa.
Kilka gatunków zostało rozprzestrzenionych na świecie jako rośliny ozdobne, wykorzystywane także jako aromatyczne. Popularne w uprawie są zwłaszcza:  szafirek armeński M. armeniacum, szafirek drobnokwiatowy M. botryoides, szafirek groniasty M. neglectum, szafirek miękkolistny i Muscari racemosum. Szafirki splecione z przęślą znaleziono splecione w wieńce zakładane na głowy zmarłym przez neandertalczyków. 

## Morfologia
PokrójBylina z organem zimującym w postaci podziemnej, owalnej cebuli z brązową tuniką, bez cebulek przybyszowych.
LiścieTylko odziomkowe w liczbie 2–7 o blaszce równowąskiej, czasem bruzdowanej, nagiej, zwykle mięsistej.
KwiatyZebrane w kwiatostan groniasty na szczycie głąbika, wielo- i gęstokwiatowy, rozciągający się zwykle podczas owocowania, z przysadkami. Bliżej wierzchołka kwiaty mniejsze, płonne i często odmiennie zabarwione. Kwiaty pachnące. Okwiat rurkowaty lub dzbankowaty, listków okwiatu 6, zrośniętych, tylko na szczycie wolnych i tu odgiętych. Miodniki na wewnętrznej części listków okwiatu. Pręcików 6 w dwóch okółkach, dłuższe od okwiatu, pylniki ciemnoniebieskie, kuliste. Zalążnia górna, zielona z 3 komorami. Słupek pojedynczy, zakończony trójdzielnym znamieniem.
OwoceTępo trójkanciaste torebki zawierające 6 kulistych, czarnych nasion.

## Systematyka
Pozycja systematyczna
W systemie APG IV z 2016 rodzaj z podrodziny Scilloideae Burnett (plemię Hyacintheae podplemię Hyacinthinae) z rodziny szparagowatych w obrębie szparagowców. W poprzedniej wersji systemu (APG II z 2003) zaliczany wraz z obecną podrodziną Scilloideae do rodziny hiacyntowatych. 
Niektóre zaliczane tu tradycyjnie gatunki wyodrębnione zostały do innych rodzajów: Pseudomuscari Garbari & Greuter, Leopoldia Parl. i bellewalia Bellevalia.
Wykaz gatunków
- Muscari adilii M.B.Güner & H.Duman
- Muscari albiflorum (Täckh. & Boulos) Hosni
- Muscari alpanicum Schchian
- Muscari anatolicum Cowley & Özhatay
- Muscari armeniacum H.J.Veitch – szafirek armeński
- Muscari artvinense Demirci & E.Kaya
- Muscari atillae Yildirim
- Muscari atlanticum Boiss. & Reut.
- Muscari aucheri (Boiss.) Baker – szafirek Auchera
- Muscari babachii Eker & Koyuncu
- Muscari baeticum Blanca, Ruíz Rejón & Suár.-Sant.
- Muscari botryoides (L.) Mill. – szafirek drobnokwiatowy
- Muscari bourgaei Baker
- Muscari cazorlanum C.Soriano, Rivas Ponce, R.Lozano & Ruíz Rejón
- Muscari commutatum Guss.
- Muscari discolor Boiss. & Hausskn.
- Muscari dolichanthum Woronow & Tron
- Muscari elmasii Yildirim
- Muscari erdalii Özhatay & Demirci
- Muscari fatmacereniae Eker
- Muscari fertile Ravenna
- Muscari filiforme Ravenna
- Muscari haradjianii Briq. ex Rech.f.
- Muscari heldreichii Boiss.
- Muscari hermonense Ravenna
- Muscari hierosolymitanum Ravenna
- Muscari kerkis Karlén
- Muscari kurdicum Maroofi
- Muscari latifolium J.Kirk – szafirek szerokolistny
- Muscari lazulinum Ravenna
- Muscari longistylum (Täckh. & Boulos) Hosni
- Muscari macbeathianum Kit Tan – szafirek McBeatha
- Muscari macrocarpum Sweet – szafirek wielkoowockowy
- Muscari massayanum C.Grunert – szafirek turecki
- Muscari microstomum P.H.Davis & D.C.Stuart
- Muscari mirum Speta
- Muscari neglectum Guss. ex Ten. – szafirek groniasty
- Muscari olivetorum Blanca, Ruíz Rejón & Suár.-Sant.
- Muscari pamiryigidii Eker
- Muscari parviflorum Desf.
- Muscari pulchellum Heldr. & Sart. ex Boiss.
- Muscari racemosum Mill.
- Muscari sabihapinariae Eroglu, Pinar & Fidan
- Muscari salah-eidii (Täckh. & Boulos) Hosni
- Muscari sandrasicum Karlén
- Muscari savranii Uysal & Dogu
- Muscari serpentinicum Yildirim, Altioglu & Pirhan
- Muscari sivrihisardaghlare nse Yild. & B.Selvi
- Muscari stenanthum Freyn
- Muscari tauricum Demirci, Özhatay & E.Kaya
- Muscari tavoricum Ravenna
- Muscari turcicum Uysal, Ertugrul & Dural
- Muscari tuzgoluense Yild.
- Muscari vuralii Bagci & Dogu

## Uprawa
Cebule szafirków wykopuje się w czerwcu i lipcu. Można je przechowywać w suchym piasku w temperaturze około 20 °C lub od razu wysadzić w miejsce docelowe we wrześniu lub październiku. Cebule umieszcza się w ziemi na głębokości ok. 6–8 cm w rozstawie ok. 8–10 cm ponieważ roślina szybko się rozrasta. Szafirki nie potrzebują częstego przesadzania. Regularnie nawożone mogą rosnąć w jednym miejscu nawet kilka lat.